# Happy Wheels
A Happy Wheels „rongybaba-fizikán” (ragdoll physics) alapú böngészős játék, melyet Jim Bonacci hozott létre 2010-ben. A játékot a Fancy Force amerikai stúdió fejlesztette és adta ki. A Happy Wheelsben több karakter érhető el, különböző járművekkel haladhatunk. A felhasználók nyílt szerveren hozhatnak létre pályákat.

## Játékmenet
A legtöbb pályán az a cél, hogy áthaladjunk a célvonalon vagy összegyűjtsük a zsetonokat. A játékosok elmenthetik a visszajátszásokat. A Happy Wheels pályaszerkesztője lehetővé teszi a játékosok számára, hogy egyéni szinteket hozzanak létre. Rengeteg eszköz és tárgy közül választhatnak. 
2014 nyarára több mint 6 millió felhasználó regisztrált. Bonacci munkáját Jason Schymick segítette.

## Karakterek
- Wheelchair Guy
- Segway Guy
- Irresponsible Dad
- Effective Shopper
- Moped Couple
- Lawnmower Man
- Explorer Guy
- Santa Claus
- Pogostick Man
- Irresponsible Mom
- Helicopter Man